# Кушнарьов Ігор Володимирович
Кушнарьов Ігор Володимирович (нар. 20 вересня 1966) — український фінансист та меценат. В сферу його інтересів входять: інвестиції в банківський бізнес, девелопмент, аграрний бізнес, а також експорт робочої сили, екологія, медицина, ICO, блокчейн.
Доктор політичних наук, кандидат юридичних наук.

## Освіта
Свою першу вищу освіту здобув у Ворошиловградському машинобудівному інституті. Пізніше закінчив Львівський державний університет імені Івана Франка. В Харківському національному університеті внутрішніх справ захистив дисертацію по темі: «Антикорупційна політика сучасної держави: загальнотеоретична і порівняльно-правовий характеристика». Здобув ступінь кандидата юридичних наук. З 2018 року доктор політичних наук. Захистив докторською дисертацією на тему «Політична корупція: порівняльно-політологічна концептуалізація».

## Трудова діяльність
Є засновником Міжнародного інвестиційного холдинга SVH з 2010 року. Загальна сума інвестицій становить якого 158 млн доларів США. Контролер двох українських банків: «ФІНАНС БАНКУ» та «Інвестиційно-трастового банку», — із загальним регулятивним капіталом 336,4 мільйона гривень.
Постійно діючий експерт при громадських радах ДФС та МВС України
Засновник «Advisory Bureau Kushnarov» [Архівовано 16 лютого 2017 у Wayback Machine.], яке відоме своєю міжнародною правозахисною діяльністю. У складі SVH Private Banking Agency, щорічно проводить Private Banking Summit [Архівовано 14 серпня 2018 у Wayback Machine.].
Співпрацює з великими фінансовими групами ЄС. Є агентом деяких з них.
Згідно рейтингу жуналу «Платник податків» Ігор Кушнарьов та його сім'я є найбільшими платниками податків в Україні, серед приватних осіб. За період 2010—2014 років сім'єю Кушнарьова було сплачено податків на понад 30,3 млн гривень. Співпрацює з Агентством інвестицій Польщі, з Торгово-промисловою палатою Ізраїль-Україна, підписав меморандум про співпрацю. Бенефіціар нідерландських фондів Stichting Administratiekantoor LVV, Stichting Global Investment та Stichting Vanco Holding, які займаються інвестиціями в економіку багатьох країн світу.

## Атаки з боку ЗМІ (замовні кампанії у ЗМІ)
Починаючи з 2000-их та особливо з 2011 року в результаті агресивних дій конкурентів, які намагалися протидіяти бізнесу сім’ї Кушнарьова, ними було ініційовано «замовне переслідування». Конкуренти вдалися до створення наклепів, щоб спровокувати та дати підґрунтя для незаконних слідчих дій з боку корумпованих правоохоронних органів які, в свою чергу, вдавалися до тактики залякування та погроз родині. Для цього був використаний інструмент шантажу через засоби масової інформації – замовні публікації у ЗМІ. Але Кушнарьов звернувся до суду. Журналіста, який розміщував замовну, наклепницьку статтю, було притягнуто до кримінальної відповідальності за шантаж, вимагання та отримання хабаря. 
В лютому 2016 року ухвалою суду між сторонами було укладено мирову угоду – автор матеріалу визнав свою провину, виплатив 200 тис гривень відшкодування та видалив наклепницькі матеріали, які встиг опублікувати на низці сайтів. Але поки йшов суд велика кількість ЗМІ передрукувала наклепницький матеріал, який продовжував працювати на користь конкурентів для руйнування бізнеса Кушнарьова та як спосіб залякування з боку правоохоронних органів. 
Починаючи з 2010 року зазнав низки незаконних переслідувань з боку влади через особистий  конфлікт з Андрієм Портновим. Приводом став закритий показ у Європарламенті фільму про екологічну катастрофу полігону №5 «Підгірці». В фільмі Кушнарьов дуже жорстко критикував існуючу владу Києва та адміністрацію президента, яка їй надавала підтримку. 
Ігор Кушнарьов проігнорував заборону Андрія Портнова на показ цього фільму в Європарламенті. 

## Звання та нагороди
2013 рік — переможець конкурсу «Юрист року».

## Громадська діяльність
Надає безкоштовну юридичну допомогу підприємствам МСБ (малого та середнього бізнесу) та малозабезпеченим громадянам
Кушнарьов засновник Всеукраїнської антикорупційної громадської організації «Асоціація сприяння правовій діяльності».
Надає допомогу дитячим будинкам інвалідів. Фінансує приватний медичний центр на базі військового госпіталю Одеси, який має програму для військових та постраждалих від війни.
Активний учасник захисту навколишнього середовища в рамках громадського екологічного руху «Native Planet Public Organization».
Журналіст, автор понад 300 статей та монографії на тему оподаткування і корупції, член Національної Спілки журналістів України та Міжнародної федерації журналістів. Засновник приватного музею Івана Франка в місті Київ.
Автор двох книг (посібники для вишів) про корупцію у політиці: «Політична корупція: глобальні виклики і Україна». Книги перекладено англійською мовою й видано у Великій Британії, Польщі, Україні.